# Naicó
Naicó est une localité rurale argentine située dans le département de Toay et dans la province de La Pampa. Elle se situe à 45 km du chef-lieu de la province, Santa Rosa.

## Démographie
La localité compte 3 habitants (Indec, 2010), soit une diminution de 62 % par rapport au précédent recensement de 2001 qui comptait 8 habitants ; de ce fait, elle dépend de la juridiction d'Ataliva Roca.